# Nina Haver-Løseth
Nina Haver-Løseth, född 27 februari 1989 i Halden, är en norsk före detta alpin skidåkare som under sin karriär tävlade för Spjelkavik IL. Hon är yngre syster till Lene Løseth (född 1986), också alpin skidåkare, som tävlade till och med 2011. 
Løseth debuterade i världscupen februari 2006 i tyska Ofterschwang där hon körde ur i första åket. Sedan dess har hon som bäst kommit fyra i slalomtävlingen i Zagreb den 4 januari 2013. Exakt två år senare, den 4 januari 2015, tog hon sin första pallplats i världscupen när hon kom trea Zagrebs slalomtävling. Den 5 januari 2016 tog Løseth sin första världscupseger i S:t Caterinas slalomtävling.
Under Junior-VM 2009 tog hon brons i slalom.
Løseth blev norsk mästare 2007 i slalom i Bjorli, Lesja kommun i Oppland fylke.
Hon avslutade karriären efter säsongen 2019/2020.

## Pallplatser i världscupen
| Datum            | Plats          | Placering | Disciplin       |
| ---------------- | -------------- | --------- | --------------- |
| 4 januari 2015   | Zagreb         | 3:a       | Slalom          |
| 13 december 2015 | Åre            | 3:a       | Slalom          |
| 20 december 2015 | Courchevel     | 2:a       | Storslalom      |
| 5 januari 2016   | Santa Caterina | 1:a       | Slalom          |
| 26 november 2016 | Killington     | 2:a       | Storslalom      |
| 10 januari 2017  | Flachau        | 2:a       | Slalom          |
| 31 januari 2017  | Stockholm      | 3:a       | Parallellslalom |
| 30 januari 2018  | Stockholm      | 1:a       | Parallellslalom |